# سرية الخبط
سرية الخبط، وأميرها أبو عبيدة بن الجراح، وذلك في شهر رجب سنة 8 هـ.

## مجريات السرية
بعث النبي محمد أبا عبيدة بن الجراح في 300 من المهاجرين والأنصار وفيهم عمر بن الخطاب إلى حي من جهينة، مما يلي ساحل البحر وبينها وبين المدينة خمس ليال، فأصابهم في الطريق جوع شديد فأكلوا الخبط (ما سقط من ورق الشجر)، وابتاع قيس بن سعد جزرًا ونحرها لهم وألقى لهم البحر حوتًا عظيمًا، فأكلوا منه وانصرفوا ولم يلقوا كيدًا.